# Clive Wilson Warman
Clive Wilson Warman (Norfolk, 7 giugno 1896 – Edmonton, 12 maggio 1919) è stato un militare e aviatore statunitense, asso dell'aviazione durante la grande guerra che prestò servizio nella Royal Flying Corps, conseguendo 11 vittorie individuali e una condivisa in combattimento aereo, tutte pilotando uno SPAD S.VII, tra il 6 luglio e il 18 agosto del 1917.

## Biografia
Nacque a il 30 maggio 1892 a Norfolk, Virginia, figlio di Ralph and Jessie Warman. Prima dello scoppio della prima guerra mondiale lavorò come ingegnere civile. Il 5 settembre 1914 si arruolò a Valcaltier nel Princess Patricia's Canadian Light Infantry del Royal Canadian Army assegnato alla Canadian Expeditionary Force destinata ad operare sul fronte occidentale. Con il suo reparto salpò per l'Inghilterra nel gennaio 1915. Successivamente partecipò seconda battaglia di Ypres, dove fu ferito. Al termine della convalescenza fu assegnato ad una unità da trasporto meccanizzata e coinvolto nella repressione della rivolta di Pasqua in Irlanda. Nell'estate del 1916 fu trasferito al Royal Flying Corps, distinguendosi nel corso dell'addestramento da pilota a Oxford e Salisbury, tanto che al termine fu trattenuto temporaneamente come istruttore a Turnberry.  Nel giugno 1917 fu assegnato al No.23 RFC Squadron equipaggiato con i caccia SPAD S.VII. Iniziò la sua serie di vittorie il 6 luglio 1917 abbattendo un Albatros D.III su Thorout. Dopo aver abbattuto altri due D.III e un Rumpler C divenne asso dell'aviazione il 9 agosto 1917, quando distrusse un pallone di osservazione tedesco. Il 12 e il 15 agosto conseguì due doppie vittorie, abbattendo complessivamente quattro Albatros D.V. Il 16 agosto, le sue armi si incepparono a metà combattimento con tre aerei tedeschi; frustrato,  sparò i suoi razzi Very contro suoi avversari e alla fine scagliò loro contro un maglio di legno che usava per sbloccare le mitragliatrici inceppate. Nonostante le sue armi si fossero inceppate, distrusse un biposto tedesco DFW C.V e un secondo pallone di osservazione quel giorno. Due giorni dopo, ottenne la sua ultima vittoria abbattendo un Albatros D.V su Passchendaele.
Il 22 agosto 1917 fu abbattuto e ferito in combattimento. Fu sottoposto a cure mediche fino alla metà del 1918; successivamente, fu assegnato al Ministero della Guerra a Londra per il resto della guerra. Dopo la fine della Grande Guerra divenne flight commander del No. 1 Canadian Squadron. Rimasto gravemente ferito in un incidente l'8 maggio 1919, quando il suo velivolo Avro (F-8736) dell'EPD Chingford  precipitò sopra la centrale idroelettrica di Edmonton, si spense il 12 dello stesso mese a Londra.

### Annotazioni
1. ↑  A bordo con lui si trovava come osservatore il tenente Macpherson.

### Fonti
1. ↑  Franks, Bailey 1992, pp. 79-80.
2. 1 2 3 4 5 6 7 8 9 10 11 12  The Aerodrome.
3. ↑  Dempsey 2001, p. 29.
4. 1 2 3  Dempsey 2001, p. 30.
5. ↑  Supplement to the London Gazette, 9 January 1918. Issue 30466, p. 568
6. ↑  Supplement to the London Gazette, 9 January 1918. Issue 30466, p. 650